# Special Olympics

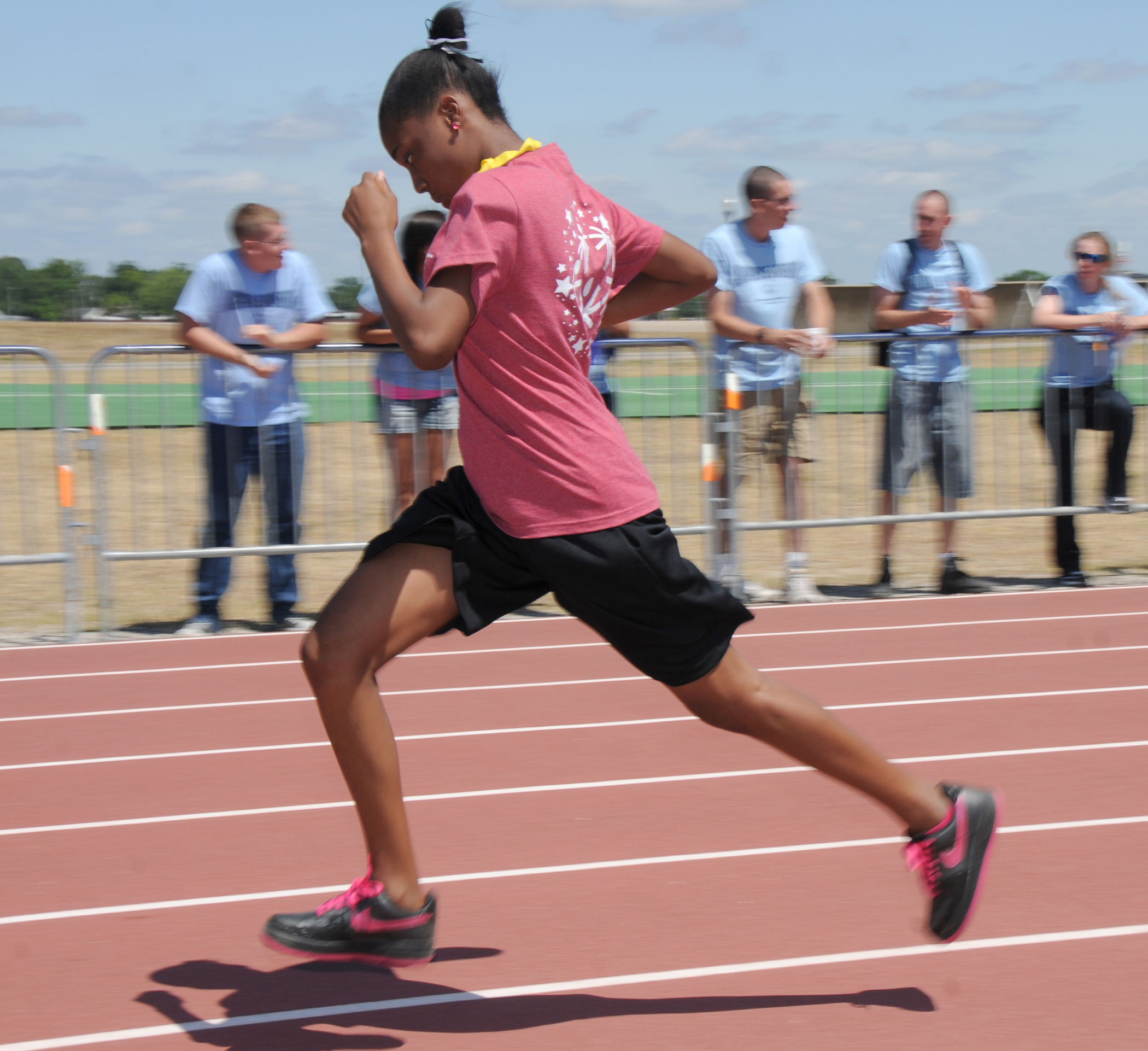
La Atleta Diona Bell en la Carrera de Los 100 metros lists.

Special Olympics (Juegos Olímpicos Especiales) es una organización deportiva internacional que organiza eventos deportivos con personas con discapacidad intelectual teniendo como meta desarrollar la confianza en sí mismas y sus habilidades sociales mediante el entrenamiento y la competición deportiva. Entre otras actividades, organiza las Olimpiadas Especiales cada cuatro años a beneficio de niños necesitados.

## Historia

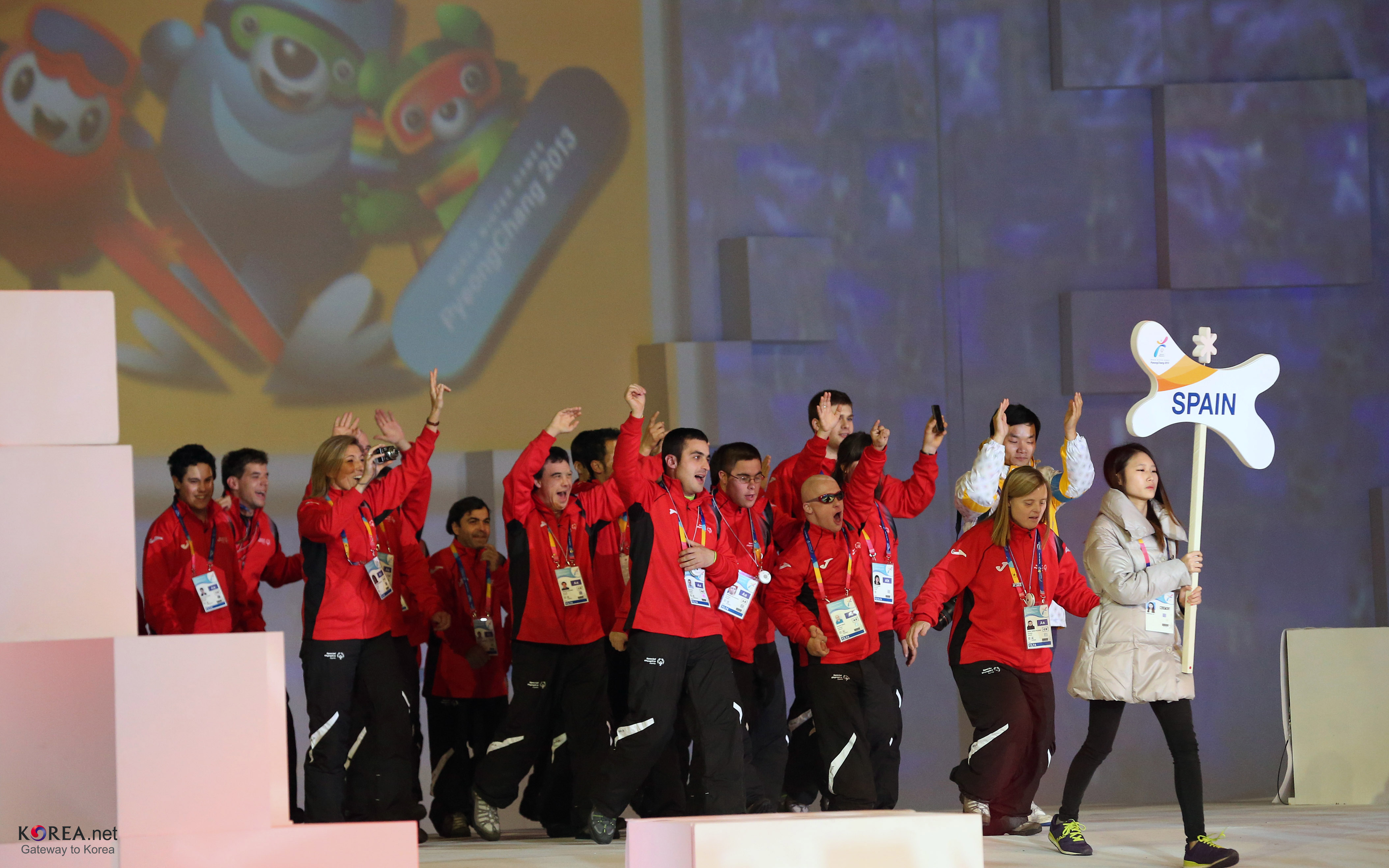
Deportistas españoles en la apertura de los Special Olympics de invierno de 2013

Special Olympics fue fundada por Eunice Kennedy Shriver, hermana del entonces presidente John F. Kennedy, en 1962-1963. Su hermana, Rosemary Kennedy, que sufría una discapacidad psíquica agravada por una lobotomía, es a menudo citada como la inspiradora de la creación de Special Olympics.

## Participación

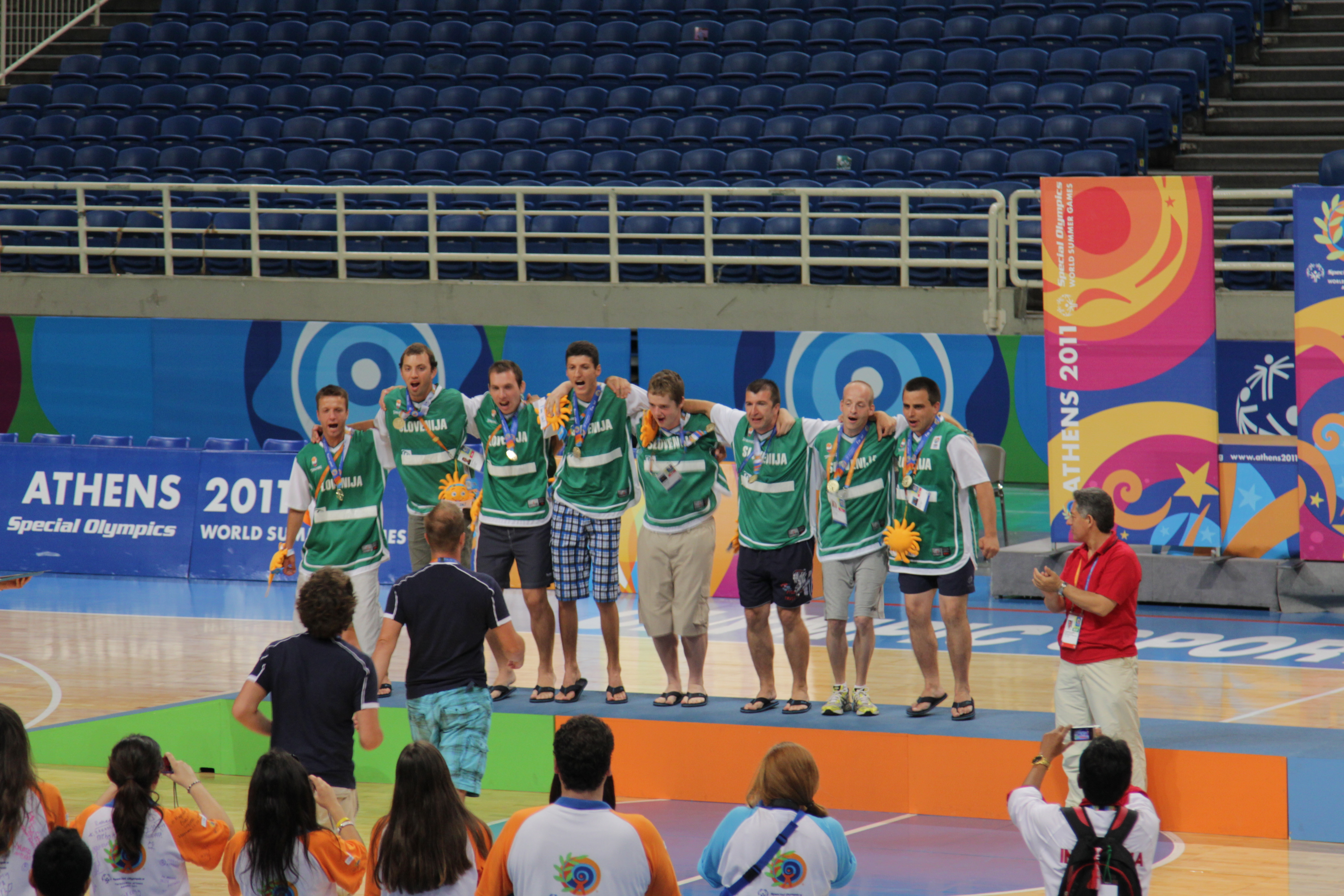
Selección nacional de baloncesto de Eslovenia.

Las Olimpiadas Especiales se celebran cada dos años y se alternan entre juegos de verano e invierno, un horario similar a los Juegos Olímpicos y Paralímpicos, atrayendo a más de 350 000 voluntarios y entrenadores, además de varios miles de atletas.
Los atletas de las Olimpiadas Especiales pueden competir en 32 deportes de verano o invierno de estilo olímpico. Los atletas son adultos y niños con discapacidades intelectuales que pueden ir desde competidores de clase mundial dotados hasta atletas promedio hasta aquellos con capacidad física limitada. Las competiciones están adaptadas para permitir varios niveles de discapacidad, de forma que los atletas puedan competir con otros que tengan parecidas capacidades. Este proceso de "división" es un esfuerzo por hacer que cada competencia sea justa y competitiva para los atletas y fanáticos.
Más de 4,5 millones de atletas de todos los países y edades están involucrados en los programas deportivos de Special Olympics en 170 países. La organización ofrece entrenamiento durante todo el año y competición en 32 deportes olímpicos de verano e invierno. No se cobra dinero por participar en los eventos organizados por Special Olympics.
El juramento de Special Olympics es «Quiero ganar, pero si no lo consigo, dejadme ser valeroso en mi intento».

## Ediciones

### Olimpiadas Especiales de Verano
| Año  | Edición                                    | Sede                          | Ref.   |
| ---- | ------------------------------------------ | ----------------------------- | ------ |
| 1968 | I Juegos Olímpicos Especiales de Verano    | Chicago                       | [ 4 ]  |
| 1970 | II Juegos Olímpicos Especiales de Verano   | Chicago                       | [ 5 ]  |
| 1972 | III Juegos Olímpicos Especiales de Verano  | Los Ángeles                   | [ 5 ]  |
| 1975 | IV Juegos Olímpicos Especiales de Verano   | Mount Pleasant                | [ 5 ]  |
| 1979 | V Juegos Olímpicos Especiales de Verano    | Brockport                     | [ 5 ]  |
| 1983 | VI Juegos Olímpicos Especiales de Verano   | Baton Rouge                   | [ 6 ]  |
| 1987 | VII Juegos Olímpicos Especiales de Verano  | Notre Dame y South Bend       | [ 7 ]  |
| 1991 | VIII Juegos Olímpicos Especiales de Verano | Mineápolis y Saint Paul       | [ 8 ]  |
| 1995 | IX Juegos Olímpicos Especiales de Verano   | New Haven                     | [ 9 ]  |
| 1999 | X Juegos Olímpicos Especiales de Verano    | Chapel Hill, Durham y Raleigh | [ 8 ]  |
| 2003 | XI Juegos Olímpicos Especiales de Verano   | Dublín                        | [ 10 ] |
| 2007 | XII Juegos Olímpicos Especiales de Verano  | Shanghái                      | [ 8 ]  |
| 2011 | XIII Juegos Olímpicos Especiales de Verano | Atenas                        | [ 11 ] |
| 2015 | XIV Juegos Olímpicos Especiales de Verano  | Los Ángeles                   | [ 11 ] |
| 2019 | XV Juegos Olímpicos Especiales de Verano   | Abu Dabi                      | [ 11 ] |
| 2023 | XVI Juegos Olímpicos Especiales de Verano  | Berlín                        |        |
| 2027 | XVII Juegos Olímpicos Especiales de Verano | Santiago de Chile             |        |

### Olimpiadas Especiales de Invierno
| Año  | Edición                                      | Sede                     | Ref.   |
| ---- | -------------------------------------------- | ------------------------ | ------ |
| 1977 | I Juegos Olímpicos Especiales de Invierno    | Steamboat Springs        | [ 5 ]  |
| 1981 | II Juegos Olímpicos Especiales de Invierno   | Smugglers' Notch y Stowe | [ 12 ] |
| 1985 | III Juegos Olímpicos Especiales de Invierno  | Park City                | [ 13 ] |
| 1989 | IV Juegos Olímpicos Especiales de Invierno   | Lago Tahoe y Reno        | [ 8 ]  |
| 1993 | V Juegos Olímpicos Especiales de Invierno    | Salzburgo y Schladming   | [ 9 ]  |
| 1997 | VI Juegos Olímpicos Especiales de Invierno   | Collingwood y Toronto    | [ 14 ] |
| 2001 | VII Juegos Olímpicos Especiales de Invierno  | Anchorage                | [ 10 ] |
| 2005 | VIII Juegos Olímpicos Especiales de Invierno | Nagano                   | [ 8 ]  |
| 2009 | IX Juegos Olímpicos Especiales de Invierno   | Boise                    | [ 15 ] |
| 2013 | X Juegos Olímpicos Especiales de Invierno    | Pieonchang               | [ 11 ] |
| 2017 | XI Juegos Olímpicos Especiales de Invierno   | Graz y Schladming        | [ 11 ] |
| 2025 | XII Juegos Olímpicos Especiales de Invierno  | Turín                    |        |
| 2025 | XIII Juegos Olímpicos Especiales de Invierno | Zúrich-Grisones          |        |